# Lambsbach
Der Lambsbach ist ein orographisch linker Zufluss der Blies im südwestlichen Rheinland-Pfalz und im östlichen Saarland. Der Lambsbach entwässert die Sickinger Höhe, damit den nördlichsten Teil der Westricher Hochfläche.

## Geographie

### Verlauf
Der Lambsbach entspringt in dem kleinen Ort Lambsborn, der Ortsname weist auf diese Tatsache hin: Born meint hier Quelle. Der Bach fließt durch das Lambsbachtal, ein schmales, weitgehend naturbelassenes Wiesental, das von beiden Seiten von bewaldeten Hügelzügen eingerahmt wird. Ein kleiner Teil des Tals ist als Naturschutzgebiet Lambsbachtal ausgewiesen.

Als Schutzzweck wird genannt

„… die Erhaltung der Talaue mit seinem 
mäandrierenden Gewässer, den Hochstaudenfluren, Röhrichtzonen, Großseggenriedern sowie Sumpfzonen als Lebens- und Teillebensräume seltener Tierarten sowie als Standorte seltener Pflanzenarten und Pflanzengesellschaften.“

In seinem weiteren Verlauf fließt der Lambsbach durch Bechhofen und westlich an dem höher gelegenen Käshofen vorbei. An der Landesstraße L 462 überquert der Lambsbach die Landesgrenze und fließt im Saarland weiter durch Kirrberg, an der Emilienruhe, dem Ebersberg und dem Audenkellerhof vorbei und schließlich als Ortsgrenze zwischen Schwarzenbach und Schwarzenacker.
Der Bach mündet zwischen Schwarzenbach, Schwarzenacker und Wörschweiler nur wenige Meter von der Erbachmündung in der Mastau in die Blies.

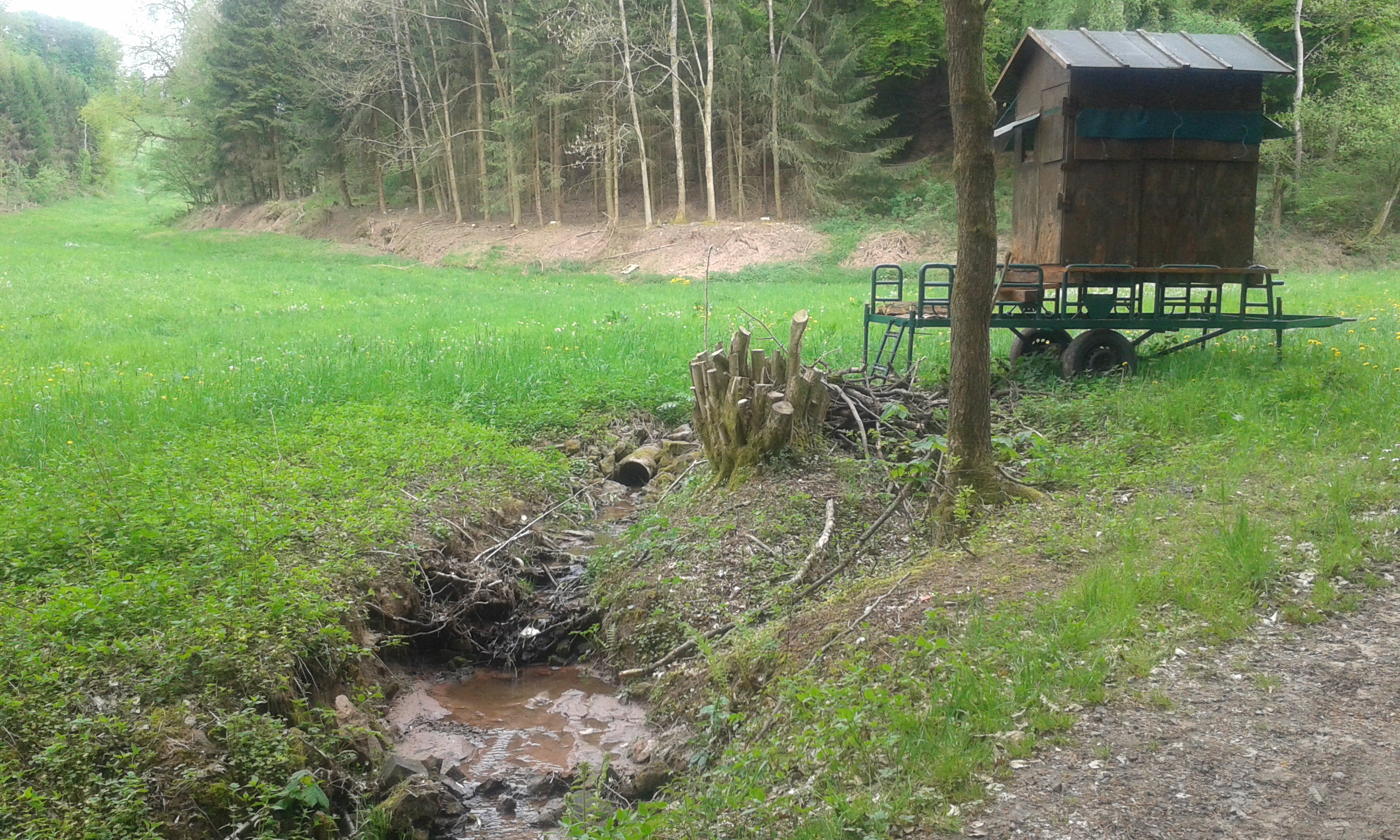
Die Lambsbachquelle in Lambsborn
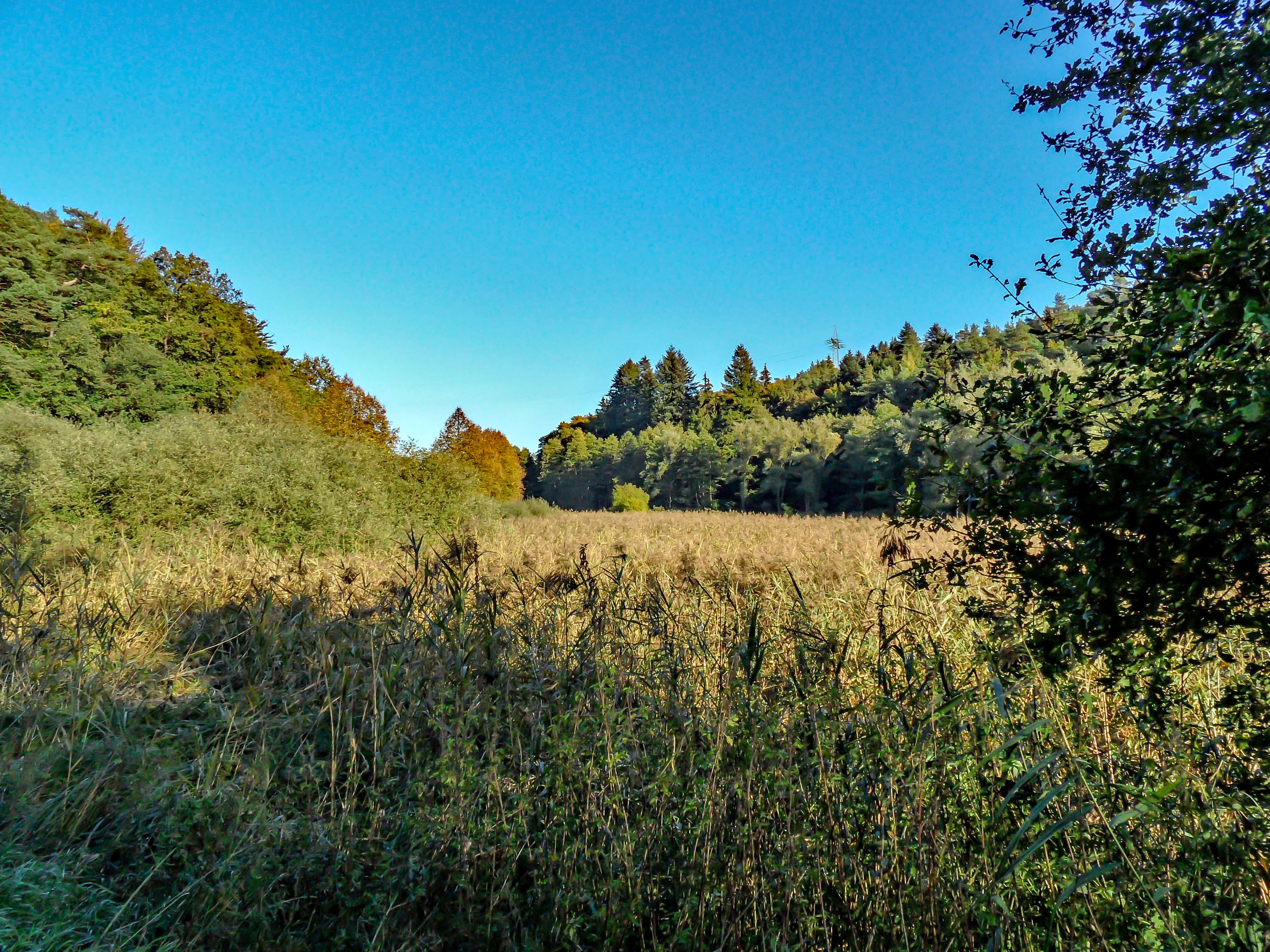
Schilfwiese im Lambsbachtal zwischen Kirrberg und Emilienruhe
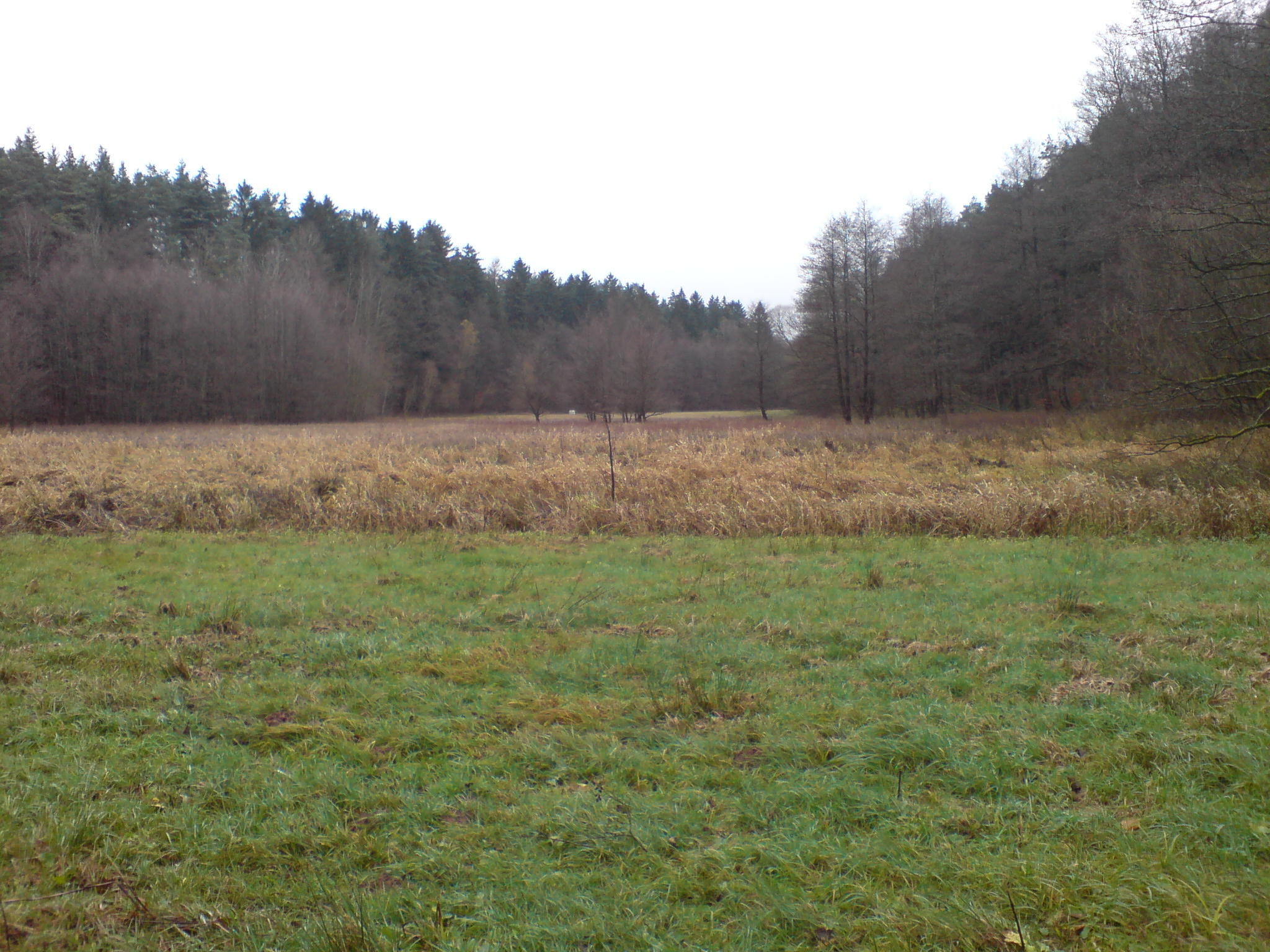
Das Meerwoogtal zwischen Merburg und Bechhofen
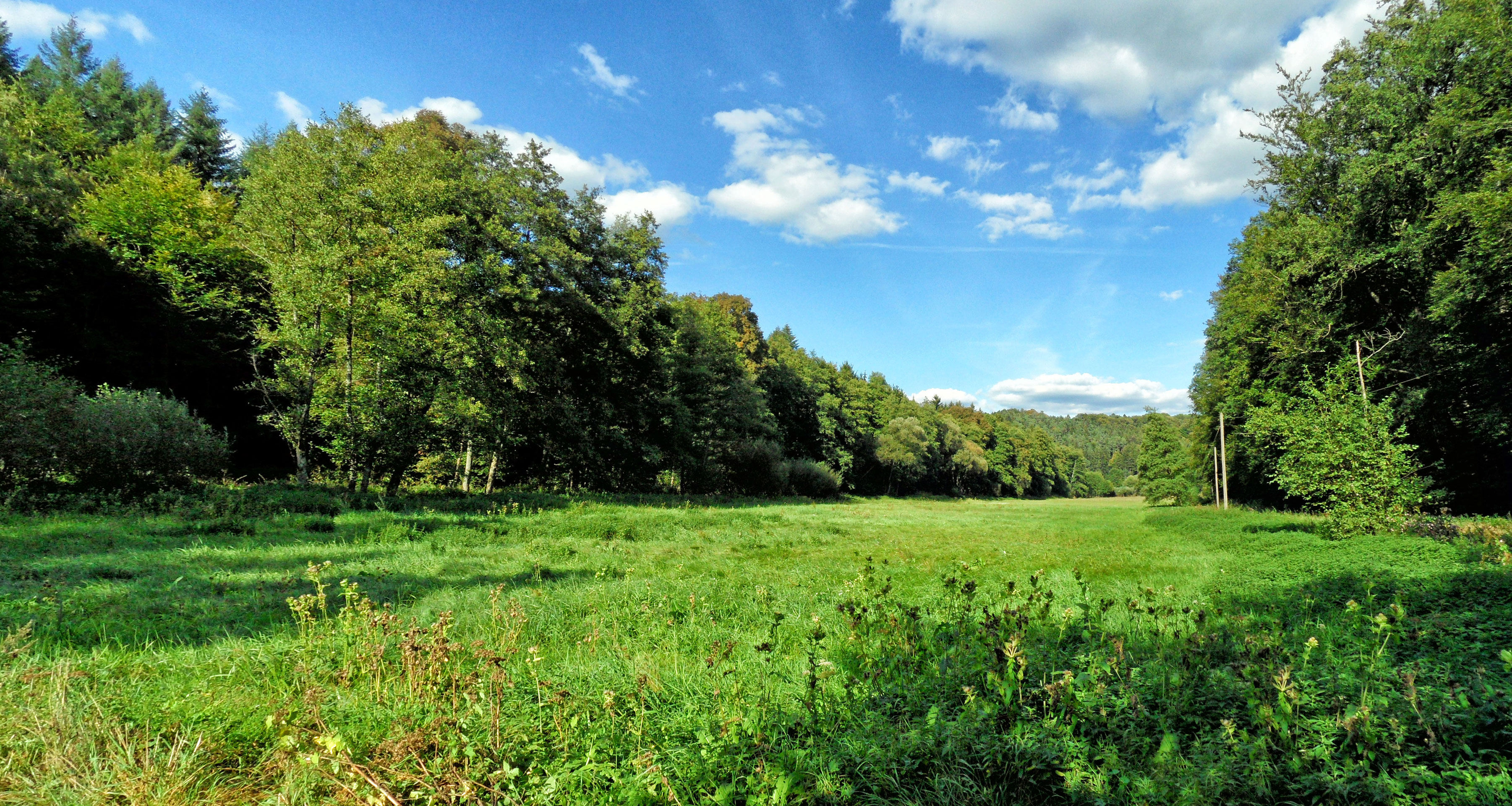
Lambsbachtal Nähe Käshofer Straße

### Zuflüsse
Reihenfolge in Fließrichtung, Daten nach dem GeoExplorer der Wasserwirtschaftsverwaltung Rheinland-Pfalz (Hinweise) oder dem Geoportal Saarland Kartenviewer für das Saarland (Hinweise)
- Jungfernbach (links), 1,3 km, 2,36 km²
- Schwobach (links), 1,6 km, 1,84 km²
- Heckbach (Bach vom Hirschbrunnen) (rechts) 1,5 km[8], 1,23 km²
- Bach am Kastenbühl (links), 0,6 km, 0,49 km²
- Lambsgraben (rechte Abzweigung), 1,1 km, 1,36 km²
- Budenbach (links), 1,1 km
- Collingbach (links), 1,3 km
- Heimbach (links), 2,1 km, 2,09 km²
- Patronbach (links), 1,2 km
- (Bach vom) Hundsbrunnen (rechts), 0,8 km
- Emilienfloß (links), 0,5 km
- Kleinerbach (links), 1,2 km
- Schorrenwaldbach (links), 0,3 km
- Audenkellertalbach (links), 0,9 km
- Webersbergbach (rechts), 0,2 km